# Skok stulecia
Skok stulecia (ang. Den of Thieves) – amerykański film sensacyjny z 2018 roku w reżyserii Christiana Gudegasta, wyprodukowany przez wytwórnię STXfilms.

## Fabuła
Akcja filmu rozgrywa się w Los Angeles. Nicholas "Big Nick" O’Brien (Gerard Butler) kieruje grupą agentów, która owiana jest złą sławą w środowisku przestępczym. Jego podwładni zlikwidowali najbardziej niebezpieczne gangi. Wszyscy zdają sobie sprawę, że funkcjonariusz sięga po brutalne metody i nigdy nie rezygnuje.
Ray Merrimen (Pablo Schreiber) i członkowie jego ekipy mają już na koncie liczne spektakularne rabunki. Teraz szykują napad, dzięki któremu nie zabraknie im pieniędzy do końca życia. Złodzieje zamierzają dostać się do Banku Rezerwy Federalnej w celu przejęcia około 30 milionów dolarów przed ich urzędowym zniszczeniem. Banknoty z usuniętymi numerami seryjnymi będą potem nie do wyśledzenia.
Jak dotąd nikt nie podjął się realizacji tak zuchwałego planu. Sytuacja się komplikuje, gdy należący do szajki Donnie wyjawia policji szczegóły ryzykownego przedsięwzięcia. O’Brien postanawia powstrzymać gotowego na wszystko kryminalistę, który nie zamierza wracać do więzienia. Okazuje się, że nie jest to takie łatwe, jak się początkowo wydawało. Rozpoczyna się rozgrywka na śmierć i życie.

## Obsada
- Gerard Butler jako Nicholas "Big Nick" O’Brien
- Pablo Schreiber jako Ray Merrimen
- O’Shea Jackson Jr. jako Donnie Wilson
- Curtis "50 Cent" Jackson jako Levi Enson Levoux
- Evan Jones jako Bo Bosco Ostroman
- Cooper Andrews jako Mack
- Maurice Compte jako  Benny "Borracho" Megalob
- Kaiwi Lyman-Mersereau jako Tony "Z" Zapata
- Dawn Olivieri jako Debbie O’Brien

## Odbiór

### Zysk
Film Skok stulecia zarobił 44,9 miliona dolarów w Stanach Zjednoczonych i Kanadzie oraz 35,7 miliona dolarów w pozostałych państwach; łącznie 80,5 miliona dolarów w stosunku do budżetu produkcyjnego 30 milionów dolarów.

### Krytyka
Film Skok stulecia spotkał się z mieszaną reakcją krytyków. W serwisie Rotten Tomatoes 41% ze stu trzydziestu dwóch recenzji filmu jest pozytywne (średnia ocen wyniosła 5,09 na 10). Na portalu Metacritic średnia ocen z 24 recenzji wyniosła 49 punktów na 100.